# Estación General Alvear
General Alvear es una estación ferroviaria ubicada en la ciudad del mismo nombre, partido homónimo, Provincia de Buenos Aires, Argentina.

## Servicios
No presta servicios de pasajeros desde el 13 de julio de 2018. Es una pequeña estación del ramal perteneciente al Ferrocarril General Roca, desde la estación Cañuelas hasta la estación Olavarría. Sus vías están concesionadas a la empresa privada de cargas Ferrosur Roca.

## Historia
La estación fue inaugurada el 1 de noviembre de 1897 por la compañía Ferrocarril del Sud.